# Ligne de Laqueuille au Mont-Dore
La ligne de Laqueuille au Mont-Dore est une ligne de chemin de fer française à écartement standard, à voie unique non électrifiée du département du Puy-de-Dôme, qui relie la gare de Laqueuille à celles de La Bourboule et du Mont-Dore.
Elle constitue la ligne 710 000 du réseau ferré national.

## Historique
La loi du 17 juillet 1879 (dite plan Freycinet) portant classement de 181 lignes de chemin de fer dans le réseau des chemins de fer d’intérêt général retient en no 109, une ligne de « Laqueuille au Mont-Dore par la Bourboule ».
Dès 1879, un projet de chemin de fer destiné à desservir les deux stations thermales de La Bourboule et du Mont-Dore voit le jour. Il comporte des déclivités de 30 ‰ et des courbes de 250 m de rayon. Fin 1880, un projet à voie métrique est présenté, suivi par deux autres : un projet à voie de 0,75 m et un projet à voie normale avec déclivités de 25 ‰ et courbes de 250 m de rayon.
C’est ce dernier projet qui fut retenu et concédé à titre éventuel par l'État à la Compagnie du chemin de fer de Paris à Orléans (PO) par une convention signée entre le ministre des Travaux publics et la compagnie le 28 juin 1883. Cette convention est approuvée par une loi le 20 novembre suivant. Une modification portant sur les rampes maximum à 35 ‰ et le rayon des courbes à 300 m fut adoptée en 1887. La ligne est déclarée d'utilité publique et la concession est rendue définitive par une loi le 4 juin 1892. C'est l'ingénieur des Ponts et Chaussées Albert de Préaudeau qui est chargé des études et travaux, en 1892.
La réalisation est intervenue entre 1895 et fin 1898. La ligne a été ouverte le 1er juin 1899.

## Exploitation

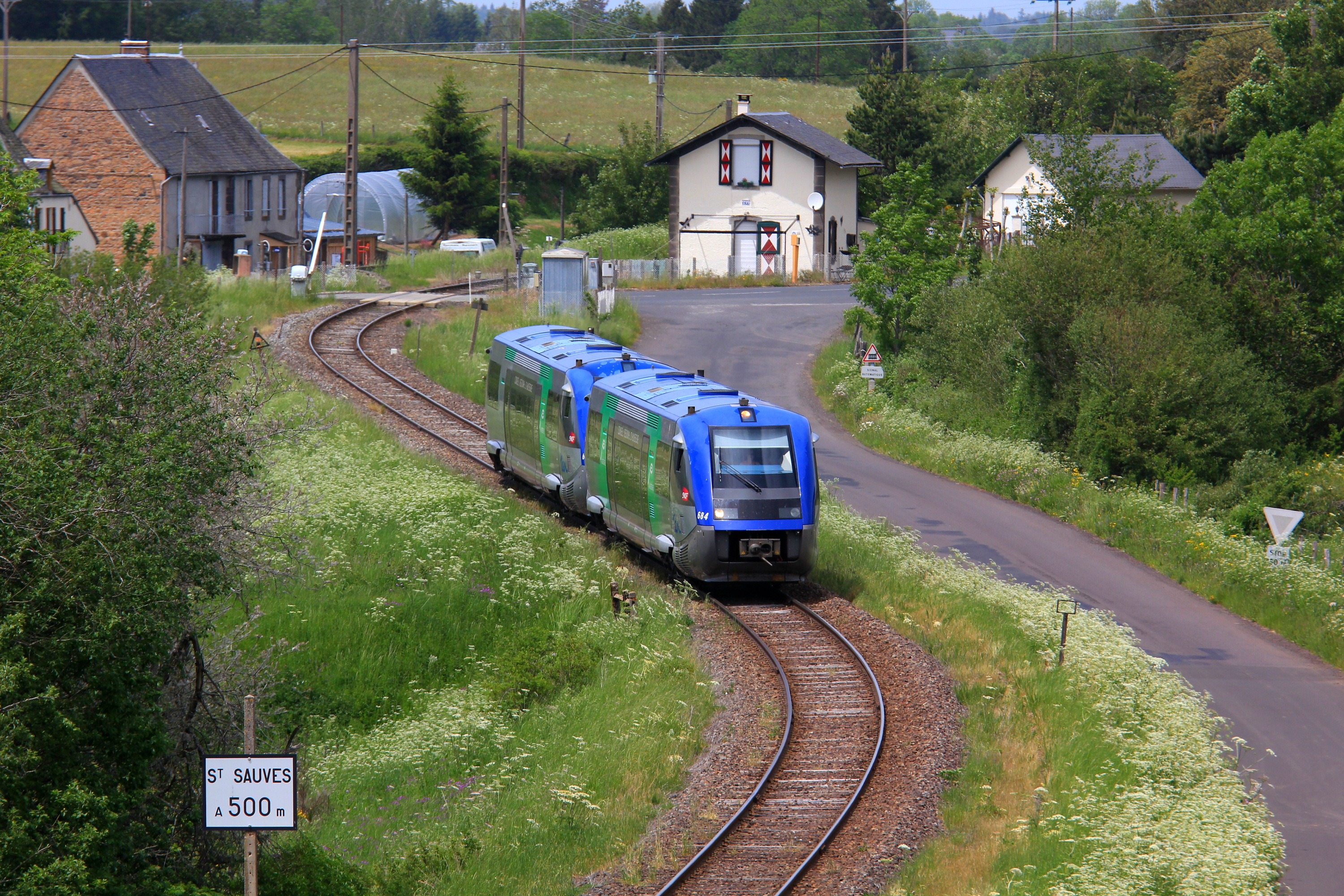
Un TER Clermont-Ferrand - Le Mont-Dore près de la gare fermée de Saint-Sauves.

Ainsi que l'indique l'historien ferroviaire Lucien-Maurice Vilain dans son livre Vapeur en montagne, il existait à l'époque de la Compagnie d'Orléans puis des débuts de la SNCF avant-guerre, des trains directs effectuant le trajet Paris-Gare de Lyon/Paris-Austerlitz – Le Mont-Dore sous le nom « Le Thermal ou Thermal Express » ou Bordeaux-Saint-Jean – Le Mont-Dore.
Ils ont tous été supprimés depuis, l'aller-retour avec Paris ayant disparu en août 2006, notamment à cause de la mise en place de l'offre Corail Téoz (devenue Intercités) entre Paris et Clermont-Ferrand.
Dans son livre précité, L.M. Vilain précise que la desserte était assurée par des locomotives de type « Mikado » 141TA (ex-141 T PO 5301 à 5490) jusqu'à l'introduction des engins diesel dans les années 1960. Cette desserte se cantonne jusqu'en 2015 à des autorails entre Clermont-Ferrand et Le Mont-Dore et à des trains de fret pour la SMDA (eaux minérales).
Au service annuel 2015, l'offre n'est que d'un seul aller-retour par jour. Cependant, en raison de problèmes de shuntage du matériel X 73500 assurant cet aller-retour, les trains de passagers sont remplacés par des autocars à partir du 2 novembre 2015.
En mai 2016, la gare du Mont-Dore est fermée. Les aiguillages de la gare de la Bourboule sont déposés, et un heurtoir installé au-delà de l'embranchement de l'usine d'embouteillage d'eaux minérales SMDA. Le train de fret de l'usine est désormais le seul à emprunter la ligne.
SNCF Réseau menace de fermer à tout trafic la ligne Volvic-Le Mont Dore à la fin de l'année 2020 en raison de la vétusté de la ligne. 1,3 million d'euros de travaux seraient nécessaires à court terme pour maintenir l'exploitation. En juillet 2020, l'Etat et plusieurs collectivités locales ont débloqué 400.000 euros pour assurer les travaux les plus urgents, ce qui a permis de sauver temporairement la ligne jusqu’à la fin de l’année 2021.

## Caractéristiques

### Tracé et ouvrages d'art
Le profil est très difficile avec des déclivités maximum de 35 ‰.Il n’existe pas d’ouvrages d’art notables, seuls deux ponts de faible longueur sur la Dordogne, l’un en maçonnerie et l’autre métallique ont été réalisés.

### Équipement
La ligne est à voie unique et non électrifiée. Elle est exploitée sous le régime de la voie unique à trafic restreint (VUTR) depuis 2016. Le block manuel unifié qui l'équipait sur toute sa longueur avant l'arrêt du service voyageurs a donc été déposé, tout comme la voie d'évitement de la gare de la Bourboule.